# Józef Ostachowski
Józef Ostachowski (ur. 16 lutego 1883 w Sułoszowej, zm. 19 kwietnia 1960 w Olkuszu) – polski polityk ruchu ludowego, wicemarszałek Sejmu Ustawodawczego (1919–1922).

## Życiorys
Urodził się 16 lutego 1883 w Sułoszowej jako syn Pawła i Marianny (Marii?) z domu Półtorak. Ukończył miejską szkołę powszechną w Sułoszowej. Około 1900 roku wyjechał do Zagłębia Dąbrowskiego, gdzie pracował jako robotnik w kopalni „Renard”. Był członkiem Narodowego Związku Robotników, w 1904 służył w armii austriackiej. W latach 1905–1906 służył w armii rosyjskiej w Kursku. Następnie pracował jako rolnik i kołodziej w Sułoszowej. Członek Rady Gminnej, Sejmiku Powiatowego w Olkuszu, Rady Szkolnej, zarządu Polskiej Macierzy Szkolnej i wielu lokalnych organizacji społecznych i gospodarczych. W 1903 roku współzałożyciel i przez 13 lat prezes Stowarzyszenia Spożywczego „Promyk”. Członek Narodowego Związku Chłopskiego (1907), kolporter nielegalnej prasy, w 1911 roku więziony przez władze carskie. Podczas I wojny światowej w Legionach Polskich, komisarz werbunkowy Departamentu Wojskowego Naczelnego Komitetu Narodowego, w 1916 roku zwolniony z Legionów Polskich ze względów rodzinnych. W latach 1916–1917 członek Rady Narodowej Okręgowej Ziemi Kieleckiej, w latach 1917–1918 członek Polskiej Organizacji Wojskowej w Olkuskiem. Członek Rady Stanu Królestwa Polskiego. W 1917 roku przyczynił się do połączenia NZCh ze Zjednoczeniem Ludowym, w 1918 roku współtwórca i prezes Polskiego Zjednoczenia Ludowego. Mianowany członkiem Rady Stanu w 1918 roku.
Od 1919 do 1922 był posłem na Sejm Ustawodawczy. Mandat uzyskał z listy nr 1 w okręgu wyborczym nr 28 (Olkusz), w 1919 roku był reprezentantem Polskiego Zjednoczenia Ludowego w Konwencie Seniorów (jako wicemarszałek Sejmu). Bez powodzenia kandydował w wyborach do Sejmu w 1922 roku.
Od 1919 roku członek PSL „Piast” (w okresie 1920–1921 członek ZG, w latach 1921–1924 członek RN, od 1931 roku w Stronnictwie Ludowym. W czasie II wojny światowej członek konspiracyjnego Stronnictwa Ludowego „Roch”. Prawdopodobnie po 1928 roku członek Bezpartyjnego Bloku Współpracy z Rządem. Zmarł 19 kwietnia 1960 w Olkuszu; pochowany na cmentarzu w Sułoszowej.

## Rodzina
Żonaty z Apolonią z domu Brandys, mieli syna Wojciecha i córkę Michalinę Głowacką. Brat posła Jana Ostachowskiego.

## Ordery i odznaczenia
- Złoty Krzyż Zasługi
- Medal Niepodległości (16 marca 1933)[2]
- Srebrny Krzyż Zasługi (11 listopada 1936)[3]
- Krzyż Partyzancki
- Krzyż Legionowy